# Niguza
Niguza là một chi bướm đêm thuộc họ Erebidae.

## Loài
- Niguza anisogramma Lower, 1905
- Niguza eucesta (Turner, 1903)
- Niguza habroscopa Lower, 1915
- Niguza oculita Swinhoe, 1901
- Niguza spiramioides Walker, 1858